# Trissocladius heterocerus
Trissocladius heterocerus är en tvåvingeart som beskrevs av Jean-Jacques Kieffer och August Friedrich Thienemann 1908. Trissocladius heterocerus ingår i släktet Trissocladius och familjen fjädermyggor.
Artens utbredningsområde är Tyskland. Arten har ej påträffats i Sverige. Inga underarter finns listade i Catalogue of Life.